# 10074 Van den Berghe
10074 Van den Berghe eller 1989 GH4 är en asteroid i huvudbältet som upptäcktes den 3 april 1989 av den belgiske astronomen Eric W. Elst vid La Silla-observatoriet. Den är uppkallad efter målaren Frits Van den Berghe.
Asteroiden har en diameter på ungefär 4 kilometer.